# Karen Volf (virksomhed)
Karen Volf A/S Biscuit-Fabrik, oprindeligt Chr. A. Wolffs Biscuit-Fabrik var en dansk småkagefabrik, der nu indgår i Bisca, som ejes af det norske firma Scandza AS. Navnet Karen Volf lever dog videre som varemærke for Biscas småkager.
Christen Adolf Wolff drev et mejeri i Hellerup, og startskuddet på småkagefabrikken indtrådte i 1890, da Karen Volf supplerede udvalget i butikken med hjemmebagte småkager. Kagerne blev en succes, og ægteparret (de blev gift samme år) oprettede da småkagefabrikken på Margrethevej 3, nær Strandvejen, hvor de etablerede konditori i nr. 185. Fabrikken producerede sandkager og honningkager, små konditorkager og vafler. 
Virksomheden voksede sig hurtigt større, hvorfor familien Volf flyttede, først til en anden adresse på Strandvejen 72 og 78, senere til "Villa Tertia" på Margrethevej 3 og i 1924 til Kildegårdsvej 44, senere kaldet Kildegårds Plads 4. Karen Volf havde etableret en fabriksmæssigt produktion af sand- og honningkager og supplerede hurtigt med små konditorkager og vafler. I tilknytning til fabrikken indrettede hun et lille konditori. Det blev desuden muligt at få fremstillet kager efter bestilling, som blev udbragt til kunden – endda pr. automobil.
På et tidspunkt opnåede Karen Volf den ære, at kronprins Frederik (8.) sammen med prinsesserne Thyra og Ingeborg samt prins Harald besøgte virksomheden og spiste de særlige Karen Volf-kager. Fra 1920'erne lykkedes det Karen Volf at få sine produkter afsat til forhandlere over hele landet. Efterhånden blev to af hendes fem børn, datteren Harriet Volf Jensen og sønnen Holger Volf, inddraget i virksomheden.
I dag fremstilles Karen Volf-småkagerne af Bisca i Stege, der ikke har nogen tilknytning til Karen Volfs arvinger. Fabrikken på Margrethevej blev revet ned i 1960'erne og erstattet af en boligblok, mens bygningerne på Kildegårdsvej i samme årti måtte vige for Helsingørmotorvejen.